# Giorgi Gotsjoleisjvili
Giorgi Gotsjoleisjvili (Georgisch: გიორგი გოჩოლეიშვილი) (Koetaisi, 14 februari 2001) is een Georgische voetballer die doorgaans als rechtervleugelverdediger speelt. In 2020 maakte hij zijn debuut in het betaalde voetbal bij het Georgische FC Saboertalo tijdens een UEFA Europa League-wedstrijd. Datzelfde jaar debuteerde hij ook voor het nationale elftal van Georgië. Momenteel staat hij onder contract bij Sjachtar Donetsk en werd hij voorafgaand aan het seizoen 2025/26 verhuurd aan het Duitse Hamburger SV.

## Clubloopbaan

### FC Saboertalo
Gotsjoleisjvili doorliep de jeugdopleiding van FC Saboertalo. Hij debuteerde op 27 augustus 2020 in het eerste elftal tijdens een kwalificatiewedstrijd voor de UEFA Europa League tegen Apollon Limasol (5–1 verlies), waarin hij in de 78e minuut inviel voor Olivier Boumal. Op 13 september maakte hij zijn competitiedebuut op het hoogste niveau in Georgië, in de Erovnuli Liga, in het met 0–0 gelijkgespeelde thuisduel tegen Merani Tbilisi. In de rest van het seizoen volgden nog vier invalbeurten in competitieverband.
In het seizoen 2021 brak Gotsjoleisjvili door en ontwikkelde hij zich tot een vaste waarde in het elftal van trainer Levan Korgalidze, met 24 basisplaatsen. In de eerste wedstrijd van dat seizoen tegen Lokomotivi Tbilisi maakte hij zijn eerste doelpunt in het betaald voetbal door in de 90e minuut de 2–0 eindstand op het scorebord te zetten. Dat seizoen won hij met zijn club de Georgische beker, zijn eerste prijs in zijn loopbaan. Tijdens het toernooi kwam hij in vier van de zes wedstrijden in actie. In de met 1–0 gewonnen finale tegen Samgoerali Tskaltoebo stond hij 76 minuten op het veld.
Aan het begin van het seizoen 2022 verloor Gotsjoleisjvili met zijn team de Georgische supercup na verlenging tegen Dinamo Batoemi. In de bekercompetitie bereikte zijn ploeg dat jaar de halve finale, waarin het na strafschoppen verloor van het tweede elftal van Lokomotivi Tbilisi. In de competitie was hij opnieuw onomstreden met 29 basisplaatsen. Zijn prestaties trokken buitenlandse belangstelling, waarna hij aan het einde van het seizoen de overstap maakte naar Sjachtar Donetsk, dat op dat moment speelde in de hoogste Oekraïense competitie, de Premjer Liha.

### Sjachtar Donetsk
In november 2022 tekende Gotsjoleisjvili een vijfjarig contract bij Sjachtar Donetsk. Op 28 februari 2023 maakte hij zijn debuut voor de Oekraïense club tijdens de competitiewedstrijd tegen FK Mynaj. In de met 4–1 gewonnen uitwedstrijd kwam hij in de 61e minuut in het veld als vervanger van Oleksandr Zoebkov. Op 2 april volgde zijn eerste doelpunt voor Sjachtar, tijdens de met 2–2 gelijkgespeelde uitwedstrijd tegen Tsjornomorets Odessa, waarbij hij zijn ploeg in de 19e minuut op 1–2 bracht. Aan het einde van het seizoen 2022/23 won hij met Sjachtar Donetsk zijn eerste landskampioenschap.
In het seizoen 2023 kreeg Gotsjoleisjvili op 27 augustus voor het eerst in zijn profcarrière een rode kaart. Tijdens de uitwedstrijd tegen FK Kolos Kovalivka werd hij in de 39e minuut van het veld gestuurd na een grove overtreding. Op 19 september maakte hij zijn debuut in de  UEFA Champions League. In de groepsfase kwam hij in de met 1–3 verloren thuiswedstrijd tegen FC Porto in de 76e minuut in het veld. Dat seizoen won hij onder leiding van trainer Marino Pusic met Sjachtar zowel het kampioenschap als de beker, waarbij in de finale met 2–1 werd gewonnen van Vorskla Poltava . Gotsjoleisjvili speelde niet mee in die bekerfinale. In de zomer van 2024 werd hij voor het seizoen 2024/25 verhuurd aan FC Kopenhagen. Na een succesvolle periode in Denemarken volgde voor het seizoen 2025/26 een nieuwe verhuurperiode, ditmaal aan de Duitse club Hamburger SV.

#### Verhuur aan FC Kopenhagen
In juli 2024 werd bekend dat Gotsjoleishvili voor het seizoen 2024/25 werd verhuurd aan FC Kopenhagen. Hij kende een succesvol seizoen, waarbij hij op 7 augustus 2024 zijn debuut maakte in een kwalificatiewedstrijd voor de UEFA Champions League tegen het Tsjechische Baník Ostrava. In het met 1-0 gewonnen thuisduel bracht trainer Jacob Neestrup hem na 10 minuten in het veld vanwege een blessure van Rodrigo Huescas. Een paar dagen later, op 11 augustus, maakte hij zijn basisdebuut in de Superligaen, het hoogste niveau in Denemarken, tijdens het met 0–2 gewonnen uitduel tegen SønderjyskE. Deze basisplaats behield hij tot begin december, toen hij geblesseerd raakte. Daarna zat hij vooral als wisselspeler op de bank en kreeg hij nauwelijks nog speeltijd. Tijdens deze periode scoorde hij wel zijn eerste doelpunt voor de Deense club: op 16 maart maakte hij in de met 3–2 verloren uitwedstrijd tegen Viborg FF in de 26e minuut de 0–1. FC Kopenhagen plaatste zich voor de kampioensronde, waarin Gotsjoleishvili zes keer in actie kwam, waarvan drie keer in de basis. Kopenhagen werd kampioen, waarmee Gotsjoleishvili zijn derde landstitel aan zijn palmares toevoegde. Ook won de club dat seizoen de Deense beker door in de finale met 3–0 te winnen van Silkeborg IF. Gotsjoleishvili had een beperkt aandeel in het bekersucces: hij zat de gehele finale op de bank en kwam in de aanloop naar de finale twee keer als wissel binnen de lijnen, goed voor slechts 48 minuten speeltijd. Kopenhagen besloot geen gebruik te maken van de koopoptie waardoor hij aan het einde van het seizoen terugkeerde naar Sjachtar Donetsk.

#### Verhuur aan Hamburger SV
In augustus 2025 werd bekend dat Gotsjoleishvili voor het seizoen 2025/26, met een optie tot koop, werd verhuurd aan Hamburger SV.

## Clubstatistieken
| Seizoen                        | Club             | Competitie      | Competitie | Competitie | Beker | Beker | Internationaal | Internationaal | Overig | Overig | Totaal | Totaal |
| Seizoen                        | Club             | Competitie      | Wed.       | Dlp.       | Wed.  | Dlp.  | Wed.           | Dlp.           | Wed.   | Dlp.   | Wed.   | Dlp.   |
| ------------------------------ | ---------------- | --------------- | ---------- | ---------- | ----- | ----- | -------------- | -------------- | ------ | ------ | ------ | ------ |
| 2020                           | FC Saboertalo    | Erovnuli Liga   | 5          | 0          | 3     | 0     | 1              | 0              | –      | –      | 9      | 0      |
| 2021                           | FC Saboertalo    | Erovnuli Liga   | 34         | 4          | 5     | 0     | –              | –              | –      | –      | 39     | 4      |
| 2022                           | FC Saboertalo    | Erovnuli Liga   | 30         | 4          | 3     | 0     | 4              | 0              | 1*     | 0      | 38     | 4      |
| 2023                           | Sjachtar Donetsk | Premjer Liha    | 13         | 1          | –     | –     | 4              | 0              | –      | –      | 17     | 1      |
| 2024                           | Sjachtar Donetsk | Premjer Liha    | 17         | 0          | 1     | 0     | 1              | 0              | –      | –      | 19     | 0      |
| 2024/25                        | → FC Kopenhagen  | Superligaen     | 21         | 1          | 2     | 0     | 10             | 0              | –      | –      | 33     | 1      |
| 2025/26                        | → Hamburger SV   | Bundesliga      | 0          | 0          | 0     | 0     | –              | –              | 0      | 0      | 0      | 0      |
| Carrière totaal                | Carrière totaal  | Carrière totaal | 120        | 10         | 14    | 0     | 20             | 0              | 1      | 0      | 155    | 10     |
| Bijgewerkt tot 9 augustus 2025 |                  |                 |            |            |       |       |                |                |        |        |        |        |

* In het seizoen 2022 speelde Gotsjoleishvili een wedstrijd voor de Georgische Supercup.

## Interlandloopbaan
Gotsjoleishvili speelde elf jeugdinterlands voor Georgië –21 waarmee hij in 2023 actief was op Europees kampioenschap voetbal in eigen land. In 2022 maakte hij zijn debuut voor het nationale elftal van Georgië tijdens een oefenwedstrijd tegen Marokko. Met de A-ploeg was hij op het Europees kampioenschap 2024 maar kwam geen minuut in actie.

### Georgische jeugdelftallen
Gotsjoleishvili maakte op 29 maart 2021 onder bondscoach Ramaz Svanadze zijn basisdebuut voor Georgië –21 in een met 4–1 gewonnen oefenwedstrijd tegen Wit-Rusland.  Een half jaar later volgde zijn eerste doelpunt in deze leeftijdscategorie tijdens een 3–2 gewonnen oefeninterland tegen Engeland. In de 46e minuut gaf hij de assist op Giorgi Goeliasjvili voor de 2–0, waarna hij in de 65e minuut zelf de 3–0 maakte. In juni 2023 werd hij geselecteerd voor het Europees kampioenschap –21 in eigen land. In de groepsfase viel hij in tegen  Portugal (2–0 winst) en België (2–2), en startte hij in het met 1–1 gelijkgespeelde duel tegen Nederland. Georgië eindigde als groepswinnaar en trof in de kwartfinale Israël. Na 0–0 in reguliere speeltijd en verlenging ging de wedstrijd met 3–4 verloren na strafschoppen. Gotsjoleishvili speelde de volledige wedstrijd, maar nam geen strafschop.
| Jeugdinterlands van Giorgi Gotsjoleisjvili voor Georgië () | Jeugdinterlands van Giorgi Gotsjoleisjvili voor Georgië () | Jeugdinterlands van Giorgi Gotsjoleisjvili voor Georgië () | Jeugdinterlands van Giorgi Gotsjoleisjvili voor Georgië () | Jeugdinterlands van Giorgi Gotsjoleisjvili voor Georgië () | Jeugdinterlands van Giorgi Gotsjoleisjvili voor Georgië () |
| №                                                          | Datum                                                      | Wedstrijd                                                  | Uitslag                                                    | Soort Wedstrijd                                            | Doelpunten                                                 |
| Als speler bij Georgië –21                                 | Als speler bij Georgië –21                                 | Als speler bij Georgië –21                                 | Als speler bij Georgië –21                                 | Als speler bij Georgië –21                                 | Als speler bij Georgië –21                                 |
| ---------------------------------------------------------- | ---------------------------------------------------------- | ---------------------------------------------------------- | ---------------------------------------------------------- | ---------------------------------------------------------- | ---------------------------------------------------------- |
| 1.                                                         | 29 maart 2021                                              | Georgië – Wit-Rusland                                      | 4 – 1                                                      | Vriendschappelijk                                          |                                                            |
| 2.                                                         | 7 september 2021                                           | Roemenië – Georgië                                         | 1 – 1                                                      | Vriendschappelijk                                          |                                                            |
| 3.                                                         | 16 november 2021                                           | Georgië – Engeland                                         | 3 – 2                                                      | Vriendschappelijk                                          | Goal                                                       |
| 4.                                                         | 29 maart 2022                                              | Georgië – Estland                                          | 4 – 1                                                      | Vriendschappelijk                                          |                                                            |
| 5.                                                         | 3 juni 2022                                                | Georgië – Roemenië                                         | 2 – 0                                                      | Vriendschappelijk                                          |                                                            |
| 6.                                                         | 24 september 2022                                          | Portugal – Georgië                                         | 4 – 1                                                      | Vriendschappelijk                                          |                                                            |
| 7.                                                         | 27 september 2022                                          | Turkije – Georgië                                          | 1 – 0                                                      | Vriendschappelijk                                          |                                                            |
| 8.                                                         | 21 juni 2023                                               | Georgië – Portugal                                         | 2 – 0                                                      | Europees Kampioenschap 2023 (Poule)                        |                                                            |
| 9.                                                         | 24 juni 2023                                               | Georgië – België                                           | 2 – 2                                                      | Europees Kampioenschap 2023 (Poule)                        |                                                            |
| 10.                                                        | 27 juni 2023                                               | Georgië – Nederland                                        | 1 – 1                                                      | Europees Kampioenschap 2023 (Poule)                        |                                                            |
| 11.                                                        | 1 juli 2023                                                | Georgië – Israël                                           | 3 – 4 (n.s.)                                               | Europees Kampioenschap 2023 (kwartfinale)                  |                                                            |
| Bijgewerkt tot 9 augustus 2025                             |                                                            |                                                            |                                                            |                                                            |                                                            |

### Georgië
Op 17 november 2022 maakte Gotsjoleishvili onder bondscoach Willy Sagnol zijn basisdebuut voor het Georgische nationale elftal tijdens een oefenwedstrijd tegen Marokko, waarin hij de volledige 90 minuten speelde. Hij kwam in zes van de acht kwalificatiewedstrijden voor het EK 2024 in actie. Georgië plaatste zich via de play-offs voor het eerst in haar geschiedenis voor een eindtoernooi. Gotsjoleishvili werd opgenomen in de selectie voor het toernooi in Duitsland. Tijdens het toernooi kwam hij niet in actie, noch in de drie groepswedstrijden, noch in de met 4–1 verloren kwartfinale tegen Spanje.
| Interlands van Giorgi Gotsjoleisjvili voor Georgië | Interlands van Giorgi Gotsjoleisjvili voor Georgië | Interlands van Giorgi Gotsjoleisjvili voor Georgië | Interlands van Giorgi Gotsjoleisjvili voor Georgië | Interlands van Giorgi Gotsjoleisjvili voor Georgië | Interlands van Giorgi Gotsjoleisjvili voor Georgië |
| №                                                  | Datum                                              | Wedstrijd                                          | Uitslag                                            | Soort Wedstrijd                                    | Doelpunten                                         |
| -------------------------------------------------- | -------------------------------------------------- | -------------------------------------------------- | -------------------------------------------------- | -------------------------------------------------- | -------------------------------------------------- |
| 1.                                                 | 17 november 2022                                   | Marokko – Georgië                                  | 3 – 0                                              | Vriendschappelijk                                  |                                                    |
| 2.                                                 | 25 maart 2023                                      | Georgië – Mongolië                                 | 6 – 1                                              | Vriendschappelijk                                  |                                                    |
| 3.                                                 | 28 maart 2023                                      | Georgië – Noorwegen                                | 1 – 1                                              | EK-kwalificatie 2024                               |                                                    |
| 4.                                                 | 17 juni 2023                                       | Cyprus – Georgië                                   | 1 – 2                                              | EK-kwalificatie 2024                               |                                                    |
| 5.                                                 | 20 juni 2023                                       | Schotland – Georgië                                | 2 – 0                                              | EK-kwalificatie 2024                               |                                                    |
| 6.                                                 | 8 september 2023                                   | Georgië – Spanje                                   | 1 – 7                                              | EK-kwalificatie 2024                               |                                                    |
| 7.                                                 | 12 september 2023                                  | Noorwegen – Georgië                                | 2 – 1                                              | EK-kwalificatie 2024                               |                                                    |
| 8.                                                 | 19 november 2023                                   | Spanje – Georgië                                   | 4 – 1                                              | EK-kwalificatie 2024                               |                                                    |
| 9.                                                 | 7 september 2024                                   | Georgië – Tsjechië                                 | 4 – 1                                              | Nations League 2024/25 (Divisie B)                 |                                                    |
| 10.                                                | 16 november 2024                                   | Georgië – Oekraïne                                 | 1 – 1                                              | Nations League 2024/25 (Divisie B)                 |                                                    |
| 11.                                                | 19 november 2024                                   | Tsjechië – Georgië                                 | 2 – 1                                              | Nations League 2024/25 (Divisie B)                 |                                                    |
| 12.                                                | 20 maart 2025                                      | Armenië – Georgië                                  | 0 – 3                                              | Nations League 2024/25 (Play-off)                  |                                                    |
| 13.                                                | 5 juni 2025                                        | Georgië – Faeröer                                  | 1 – 0                                              | Vriendschappelijk                                  |                                                    |
| 14.                                                | 8 juni 2025                                        | Georgië – Kaapverdië                               | 1 – 1                                              | Vriendschappelijk                                  |                                                    |
| Bijgewerkt tot 9 augustus 2025                     |                                                    |                                                    |                                                    |                                                    |                                                    |

## Erelijst
| Competitie                      |               |               |               |               |
| Competitie                      | Aantal        | Jaren         |               |               |
| FC Saboertalo                   | FC Saboertalo | FC Saboertalo | FC Saboertalo | FC Saboertalo |
| ------------------------------- | ------------- | ------------- | ------------- | ------------- |
| Winnaar Georgische voetbalbeker | 1x            | 2021          |               |               |
| Sjachtar Donetsk                |               |               |               |               |
| Kampioen Premjer Liha           | 2x            | 2022 + 2023   |               |               |
| Winnaar Oekraïense voetbalbeker | 1x            | 2023          |               |               |
| FC Kopenhagen                   |               |               |               |               |
| Kampioen Superligaen            | 1x            | 2024/25       |               |               |
| Winnaar Deense voetbalbeker     | 1x            | 2024/25       |               |               |